# Miguel Falabella
Miguel Falabella de Sousa Aguiar (Río de Janeiro, 10 de octubre de 1956) es un actor brasileño, dramaturgo, director, cineasta, escritor y presentador de televisión en Brasil.

## Televisión

### Como actor
- 1982 - Sol de Verão
- 1982 a 1983 - Caso Verdade
- 1983 a 1991 - Caso Especial
- 1984 - Livre para Voar
- 1984 - Amor com Amor se Paga
- 1985 a 1986 - Armação Ilimitada
- 1986 - Selva de Pedra (1986)
- 1987 - O Outro
- 1989 - Tieta
- 1990 - Mico Preto
- 1992 - As Noivas de Copacabana
- 1994 - A Viagem
- 1994 a 1998 - Você Decide
- 1995 - Cara & Coroa
- 1996 - Não Fuja da Raia
- 1996 a 2002 - Sai de Baixo
- 2001 - Brava Gente
- 2002 - A Grande Família
- 2003 - Agora É que São Elas
- 2005 - Toma Lá, Dá Cá
- 2007 a 2009 - Toma Lá, Dá Cá
- 2011 - Aquele Beijo
- 2013 a 2016 - Pé na Cova
- 2013 - Sai de Baixo

### Como autor
- 1985 - Tamanho Família
- 1988 - Grupo Escolacho
- 1988 - TV Pirata
- 1990 - Delegacia de Mulheres
- 1996 a 1997 - Salsa e Merengue
- 1996 a 2002 - Sai de Baixo
- 2005 - A Lua me Disse
- 2007 a 2009 - Toma Lá, Dá Cá
- 2008 a 2009 - Negócio da China
- 2010 - A Vida Alheia
- 2011 a 2012 - Aquele Beijo

### Como director
- 1987 - Sassaricando
- 1988 - Grupo Escolacho

### Como presentador
- 1987 a 2001 - Vídeo Show

## Cine

### Como guionista
- 2001 - A Partilha
- 2008 - Polaróides Urbanas (también como director)

### Como actor
- 1981 - A Mulher Sensual
- 1982 - O Sonho Não Acabou
- 1984 - Sole Nudo
- 1985 - O Beijo da Mulher-Aranha
- 1986 - Vento Sul
- 1987 - A Dama do Cine Shanghai
- 1990 - Beijo 2348/72
- 1999 - Zoando na TV
- 2001 - A Partilha
- 2004 - Redentor
- 2008 - Cleópatra

### Como actor de doblaje
- 1996 - Dragonheart
- 1999 - Stuart Little
- 2001 - Rugrats en París
- 2002 - Stuart Little 2

En el año 2000 grabó el CD de poesías Notícias de Mim, basado en el libro homónimo de la poetisa paulista Sandra Falcone, junto a la actriz Elisa Lucinda y con dirección de Gerson Steves.

## Teatro

### Como autor
- 1982 – Rock Horror Show
- 1983 – Apenas bons amigos
- 1984 – Classificados, Desclassificados
- 1985 – Miguel Falabella e Guilherme Karan, finalmente juntos e finalmente ao vivo
- 1986 – Pedra, a tragédia
- 1988 – As Sereias da Zona Sul
- 1989 – Brasil, a peça
- 1990 – A Partilha
- 1992 – Como encher um biquíni selvagem
- 1992 – No Coração do Brasil
- 1993 – Querido Mundo
- 1994 – Falabella solta os bichos
- 1994 – Louro, alto, solteiro, procura
- 1995 – A Maracutaia
- 1996 – Todo Mundo Sabe que todo mundo sabe
- 1996 – A Pequena Mártir de Cristo Rei
- 1998 – O Submarino
- 2000 – Os Monólogos da vagina
- 2000 – A vida passa
- 2001 – South American Way
- 2001 – Brasil, a Comédia
- 2002 – Capitanias Hereditarias
- 2002 – Godspell
- 2003 – Síndromes: loucos como nós
- 2003 – Veneza
- 2004 – Mulheres por um fio
- 2006 – Império
- 2007 – Um Marido Ideal
- 2008 – Os Produtores
- 2009 - Hairspray
- 2010 - A Gaiola das Loucas
- 2011 - Cabaret

### Como actor
- 1972 – O Bobalhão
- 1973 – Este ovo é um galo
- 1978 – A menina e o vento
- 1978 – As quatro patas do poder
- 1978 – O rapto das cebolinhas
- 1979 – O Despertar da Primavera
- 1980 – Happy end
- 1982 – A Tempestade
- 1983 – Apenas bons amigos
- 1984 – Galvez, o imperador do Acre
- 1985 – Miguel Falabella e Guilherme Karan, finalmente juntos e finalmente ao vivo
- 1986 – Batalha de arroz num ringue pra dois
- 1987 – Uma Noite com Stella Miranda e Miguel Falabella
- 1994 – Falabella solta os bichos
- 1994 – Louro, Alto, Solteiro, Procura
- 1997 – As Sereias da Zona Sul
- 1998 – O Submarino
- 2000 – Os Monólogos da vagina
- 2000 – A vida passa
- 2001 – O Beijo da Mulher-Aranha
- 2003 – O Pé da Árvore de Natal
- 2003 – Batalha de arroz num ringue para dois
- 2008 – Os Produtores
- 2010 – A Gaiola das Loucas

### Como director
- 1982 – Rock Horror Show
- 1984 – Emily
- 1985 – Tupã, a vingança
- 1987 – Lúcia McCartiney
- 1988 – O Rouxinol do Imperador
- 1990 – A Partilha
- 1992 – Como encher um biquíni selvagem
- 1992 – No Coração do Brasil
- 1993 – A Filha de Lúcifer
- 1993 – Querido Mundo
- 1994 – Falabella solta os bichos
- 1994 – A falecida
- 1995 – A Maracutaia
- 1996 – A Bela do Alantejo
- 1996 – Florbela Espanca
- 1996 – Todo Mundo Sabe que todo mundo sabe
- 1996 – A Pequena Mártir de Cristo Rei
- 2001 – South American Way
- 2002 – Capitanias Hereditarias
- 2002 – Godspell
- 2003 – Batalha de arroz num ringue para dois
- 2003 – Veneza
- 2004 – A Primeira Noite de um homem
- 2006 – Império
- 2008 – Os Produtores
- 2009 - Hairspray
- 2010 - A Gaiola das Loucas
- 2011 - A Escola do Escândalo
- 2012 - Xanadu

### Como productor
- 2002 - Godspell

## Trabajos en el Carnaval
- 1993 - Império da Tijuca (grupo A)
- 1994 - Império da Tijuca (grupo A)
- 1995 - Império da Tijuca (grupo A)
- 1996 - Império da Tijuca (grupo especial)
- 1997 - Acadêmicos da Rocinha, com Flávio Tavares (grupo especial)

## Libros
- Pequenas alegrias
- Querido mundo e outras peças, escrito con Maria Carmem Barbosa
- Le partage
- Império
- Vivendo Em Voz Alta